# Carl Gottlieb Wagler
Carl Gottlieb Wagler (* 17. Juni 1731 in Annaberg; † 20. Juli 1778 in Braunschweig) war ein deutscher Arzt und Philanthrop. Er war Professor am Collegium Carolinum und herzoglicher Leibarzt in Braunschweig.

## Leben
Der Sohn eines Müllers zog nach dem frühen Tod des Vaters mit seiner Mutter und seiner Schwester nach Wismar. Dort besuchte er die Schule und ging bei einem Wundarzt in die Lehre.

### Studium in Göttingen
Zu Ostern 1757 begann er an der Universität Göttingen ein Medizinstudium bei Johann Georg Roederer, Mitbegründer der ersten Universitäts-Entbindungsanstalt im deutschen Sprachraum. Der von Roederer geschätzte Wagler wurde Prosektor am Anatomischen Theater und sammelte Erfahrungen auf dem Gebiet der Geburtshilfe. Seine bedeutendste Göttinger Arbeit stellte seine 1762 entstandene Dissertation De morbo mucoso dar, die erstmals die klinischen und pathologischen Befunde des Abdominaltyphus vergleichend zusammenfasste, dessen Erreger erst 1880 durch Karl Joseph Eberth entdeckt wurde.

### Tätigkeit in Braunschweig
Wagler erhielt 1763 einen Ruf nach Braunschweig, wo er ab November am Anatomisch-Chirurgischen Institut des Collegium Carolinum Vorlesungen in Geburtshilfe und theoretischer Chirurgie hielt. Er wurde 1766 Leibarzt der Braunschweiger Herzogin Philippine Charlotte. Er ließ sich bis 1767 aus gesundheitlichen Gründen schrittweise von seinen Lehrverpflichtungen entbinden und stand in den Folgejahren nur noch als Prüfer zur Verfügung. Auf Betreiben Waglers wurde 1767 das seit 1759 geplante Accouchierhaus eröffnet. Diese Entbindungsanstalt befand sich an der Ecke der Wenden- und Wilhelmstraße und ermöglichte insbesondere unverheirateten Frauen eine bessere Entbindung. Er übersetzte 1772 das grundlegende Werk des Italieners Angelo Gatti (1724–1798) zur Pockenimpfung ins Deutsche und nutzte dessen Methode für eigene Impfversuche. Im Jahre 1775 heiratete Wagler die älteste Tochter des Braunschweiger Kaufmanns Krause, mit der er zwei Söhne hatte. Zu seinem Freundes- und Bekanntenkreis gehörten Abt Jerusalem, Johann Georg Zimmermann, August Ludwig von Schlözer, Johann Bernhard Basedow und Friedrich Eberhard von Rochow. Dem jungen Johann Peter Hundeiker war er ein väterlicher Freund. Wagler strebte nach einer Verbesserung der gesellschaftlichen Bedingungen und gehörte zu den Protagonisten aufklärerisch inspirierter Gesundheitsmaßnahmen für das einfache Volk. Er starb 1778 im Alter von 47 Jahren.
Wagler gehörte mehreren wissenschaftlichen Gesellschaften an. So war er korrespondierendes Mitglied der Göttinger Societät der Wissenschaften. Er wurde 1772 in die Wissenschaftliche Gesellschaft in Haarlem aufgenommen und war seit 30. Januar 1774 mit dem Beinamen Carpitanus Mitglied (Matrikel-Nr. 792) der Leopoldina. Seit 1776 gehörte er der Gesellschaft Naturforschender Freunde zu Berlin an.

## Schriften
- mit Johann Georg Roederer: Tractatus de morbo mucoso. 1762.